# San Juan de la Rambla (ort)
San Juan de la Rambla är en ort i Spanien.   Den ligger i provinsen Provincia de Santa Cruz de Tenerife och regionen Kanarieöarna, i den sydvästra delen av landet, 1 800 km sydväst om huvudstaden Madrid. San Juan de la Rambla ligger 99 meter över havet och antalet invånare är 5 007. Den ligger på ön Teneriffa.
Terrängen runt San Juan de la Rambla är varierad. Havet är nära San Juan de la Rambla åt nordväst.Runt San Juan de la Rambla är det ganska tätbefolkat, med 222 invånare per kvadratkilometer. Närmaste större samhälle är Icod de los Vinos, 6,4 km väster om San Juan de la Rambla. 